# Erik Abrahamsson
Erik Adolf Efraim Abrahamsson (28. ledna 1898, Södertälje – 19. května 1965 tamtéž) byl švédským atletem a hokejistou. Na 7. letních olympijských hrách 1920 v Antverpách získal bronzovou medaili ve skoku dalekém. 1921 se stal mistrem Evropy v ledním hokeji.
V rodném městě začal v 16 letech hrát v družstvu Södertälje SK bandy hokej a v roce 1921 to zkusil s ledním hokejem. Hrál za AIK Stockholm a IFK Stockholm, záhy se dostal i do národního družstva. Lední hokej hrál i jeho starší bratr Carl Abrahamsson a byli to oni, kdo přesvědčili v roce 1925 funkcionáře Södertálje SK, aby založili i oddíl ledního hokeje. Téhož roku se tento oddíl stal mistrem Švédska. Erik se nadále věnoval i atletickým disciplínám a po tři roky 1921 – 1923 byl švédským mistrem ve skoku dalekém.
Olympijská soutěž ve skoku dalekém se v Antverpách konala 17. a 18. srpna 1920. Jednoznačným favoritem soutěže byl Američan Sol Butler, který vyhrál americkou olympijskou kvalifikaci výkonem 752 cm. Ten však utrpěl už při prvním kvalifikačním skoku svalové zranění a nakonec skončil až na 7. místě s 660 cm. Kvalita závodu tím ztratila a zlatou medaili si vyskákal další Švéd William Pettersson s pouhými 715 cm, druhý skončil Američan Carl Johnson (709 cm) a třetí Erik Abrahamsson s 686 cm.
Mistrovství Evropy v ledním hokeji se mělo v roce 1921 hrát v Československu, ale pořadatelství jsme se kvůli obavám z toho, že nebudeme mít led, vzdali ve prospěch Švédů. Na mistrovství však přijelo pouze mužstvo ČSR, takže celé mistrovství se zúžilo na jediný zápas, v němž jsme prohráli 4:6 nebo podle tvrzení Švédů 4:7 (šestý gól naše výprava neuznala a údajně ho neuznal ani kanadský rozhodčí). Abrahamsson jako nováček byl náhradním obráncem a do zápasu nenastoupil, přesto mu patří titul mistra Evropy.
Abrahamsson byl v letech 1942 – 1945 tajemníkem a pokladníkem spolku De Stora Grabarna, který měl podporovat sportovní aktivity.